# Ekaterina Nikolaevna Lopuchina
La principessa Ekaterina Nikolaevna Lopuchina, nata Šetneva (1763 – San Pietroburgo, 16 settembre 1839), è stata una principessa e cortigiana russa.
Fu moglie dello statista Pëtr Vasil'evič Lopuchin e amante del generale Fëdor Petrovič Uvarov.

## Biografia
Ekaterina era figlia del governatore di Voronež, Nikolaj Lavrent'evič Šetnev e di sua moglie, Ekaterina Nikolaevna Matjuškina. I suoi bisnonni erano stati molto legati a loro tempo alla figura dello zar Pietro I di Russia: il tenente generale Kirill Petrovič Matjuškin (che era cugino di secondo grado di Pietro il Grande) e il conte Pëtr Grigor'evič Černyšëv. La madre di Ekaterina aveva però sposato Šetnev senza il consenso dei genitori e per questo motivo era stata privata della sua eredità a favore di un amico di suo padre, il conte P. I. Panin, il quale la restituì alla ragazza solo dopo che questa si fu sposata.

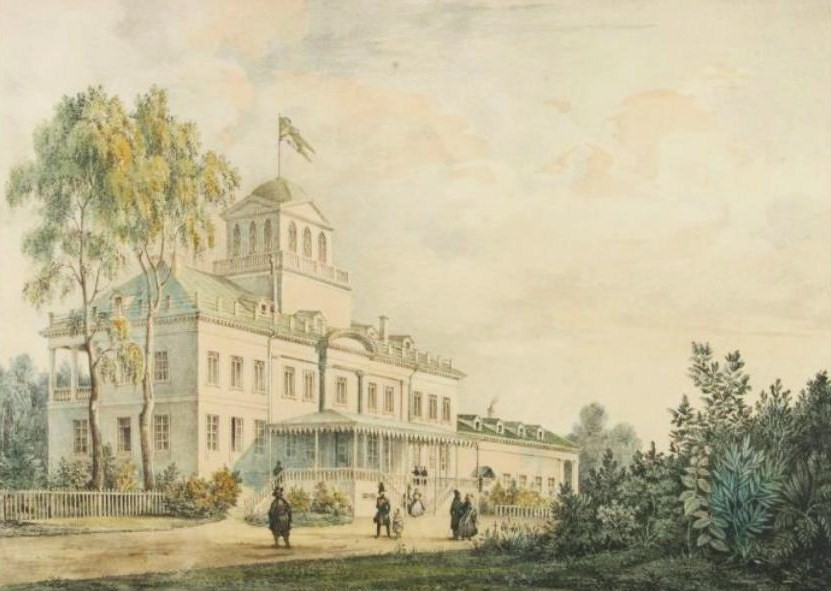
Villa Lopuchina a Pargolovo

A seguito dei genitori, la giovane Ekaterina Lopuchina trascorse la maggior parte della sua infanzia in provincia senza un'educazione propria. L'artista Varvara Nikolaevna Golovina così la definiva: "Non era solo di bassa estrazione, ma le sue maniere mostravano chiaramente una mancanza d'educazione e inoltre un comportamento poco regolare". L'ufficiale Aleksandr Michajlovič Turgenev disse di lei: "Insieme alla sua riverente pietà, servì con zelo la dea dell'amore; lei, secondo il proverbio, aveva un marito fuori e cinque nel petto; sempre pronto a servirla, era Fëdor Petrovič Uvarov, tenente colonnello del reggimento ussaro di Ekaterinoslav. Riceveva da lei 100 rubli al mese e inoltre noleggiava carrozze con quattro cavalli per 35 rubli al mese". Prima del suo matrimonio pare abbia avuto una relazione col conte Aleksandr Andreevič Bezborodko.
Nel 1797, venne invitata all'incoronazione dello zar Paolo I di Russia assieme alle due figlie maggiori avute da suo marito dal primo marito e ad una dama d'onore. La maggiore delle figliastre, Anna Petrovna Lopuchina, attirò l'attenzione dello zar che mandò Kutaisov a negoziare con Ekaterina Ivanovna il trasferimento dell'intera famiglia alla corte di San Pietroburgo. Le trattative ebbero successo e nel 1798, contemporaneamente alla nomina di Anna Petrovna a damigella d'onore, alla Lopuchina venne concesso lo status di dama di corte e suo marito fu nominato procuratore generale. Allo stesso tempo, Lopuchina non dimenticò Uvarov, il quale pure accettò di trasferirsi a San Pietroburgo.

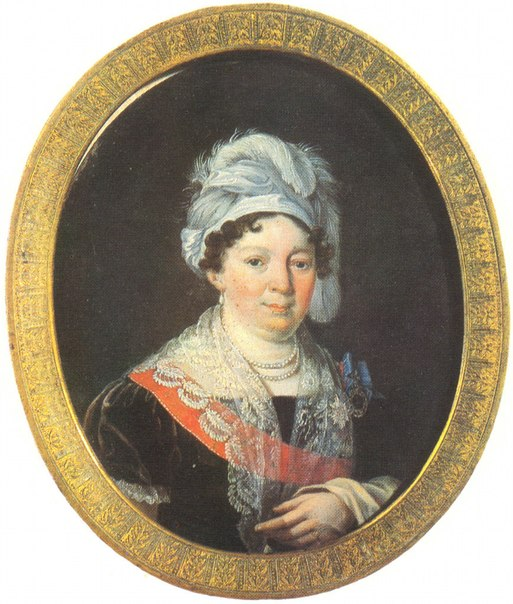
Ritratto della principessa Lopuchina negli anni della sua vedovanza

Dopo essersi trasferita a corte, Ekaterina decise, approfittando della posizione d'influenza della figlia nei confronti dello zar, di ottenere l'Ordine di Sant'Anna per il generale amato Uvarov. Lo zar, ad ogni modo, era piuttosto restio a concedere questa particolare onorificenza e Ekaterina andò su tutte le furie, dapprima con la figlia e poi litigando con lo stesso Uvarov che, a parer suo, non aveva fatto abbastanza per mettersi in luce. Giunse a tentare di avvelenarsi e venne salvata solo con grande difficoltà. La notizia dell'incidente raggiunse l'orecchio dell'imperatore che concesse quindi l'ordine di Sant'Anna a Uvarov. L'influenza della Lopuchina a corte era tale che quando la contessa Natal'ja Kirillovna Zagrjažskaja passò accanto a lei in un'occasione senza inchinarsi, andò su tutte le furie e la fece riprendere ufficialmente da Paolo I. Quella sera stessa, quando le due si ritrovarono ad un ballo, la Zagrjažskaja si avvicinò alla principessa e ad alta voce le disse: "Per ordine di Sua Maestà, che ho ricevuto oggi, ho l'onore di inchinarmi a Vostra Signoria".
Dopo la morte di Paolo I, i Lopuchin tornarono a Mosca. All'incoronazione di Nicola I di Russia, Ekaterina Nikolaevna ricevette l'Ordine di Santa Caterina di I classe. Rimase vedova nel 1827 e decise di tornare quindi a San Pietroburgo ove morì nel 1839, venendo sepolta accanto al marito nella tomba di famiglia presso il cimitero di Karačunicy.

## Matrimonio e figli
Nel 1786 sposò Pëtr Vasil'evič Lopuchin (1753-1827), al quale diede quattro figli:
- Pavel Petrovič (1788-1873), militare, prese parte alla campagna in Prussia ed a quelle napoleoniche del 1813-1815; massone, sposò nel 1833 Jeanette (Anna) Ivanovna Alopeus (1786-1869).
- Aleksandra Petrovna (30 maggio 1790 - 15 febbraio 1859), sposò in prime nozze il tenente generale Aleksandr Aleksandrovič Žerebcov, figlio di Ol'ga Aleksandrovna Zubova; dopo la morte del suo primo marito nel 1829, si risposò con Adam Adamovič Rževuskij (1801-1888). La figlia del suo primo matrimonio, Olga (1807-1872), sposò il conte Aleksej Fëdorovič Orlov.
- Elizaveta Petrovna
- Sof'ja Petrovna (1798 - 4 marzo 1825), sposò nel 1820 il tenente generale principe Aleksej Jakovič Lobanov-Rostov (1795-1848); morì alla nascita del suo secondo figlio.